# Jérôme-Martin Langlois
Paul Delaroche (n. 11 martie 1779, Paris, Regatul Franței – d. 28 decembrie 1838, Paris, Franța) a fost un pictor francez.